# Las Cañadas
Las Cañadas é uma comuna da província de Córdoba, na Argentina.